# Auguste Cavadini
Auguste Cavadini (n. 21 iulie 1865, Morbio Inferiore⁠(d), Cantonul Ticino, Elveția – d. 18 septembrie 1922, Paris, Île-de-France, Franța) a fost un trăgător de tir ce a reprezentat Franța, medaliat olimpic. A participat la o ediție a Jocurilor Olimpice (1900) în care a câștigat o medalie de bronz.

## Participări
Lista de mai jos prezintă principalele competiții la care a participat Auguste Cavadini de-a lungul carierei.
- shooting at the 1900 Summer Olympics – men's 300 metre free rifle, team[*]